# Роже Сан-Віль
Роже Сан-Віль (фр. Roger Saint-Vil; 8 грудня 1949, Порт-о-Пренс, Гаїті — 7 червня 2020, Нью-Йорк) — гаїтянський футболіст, виступав на позиції захисника. Молодший брат іншого гаїтянського футболіста — Гі Сан-Віля.

## Клубна кар'єра
Сен-Віль відвідував початкову школу Тертюльєн-Жильбо. У 1963 16-річний Роже підписав контракт з клубом «Зеніт» з Третього дивізіону чемпіонату Гаїті. Наступного року перейшов до «Расінг Клюб Гаїтьєн», спочатку виступав за другу команду в Третьому дивізіоні, проте зігравши 3 матчі в цьому змаганні був переведений до першої команди. У 1967 році перецшов до американського клубу «Балтімор Бейс», де виступав до 1968 року. У футболці клубу з Балтимора зіграв 28 матчів та відзначився 12-а голами.
У 1970-х роках знову виступав за гаїтянський клуб «Віолетт». У 1974 році перейшов до клубу «Арчибальд» з Тринідад і Тобаго. У 1975 році повернувся до США, де спочатку за «Балтимор Кометс» (6 матчів). Того ж року відзначився 8-а голами за «Цинцинаті Кометс» в Американській футбольній лізі.

## Кар'єра в збірній
До складу національної збірної Гаїті викликався з 1969 по 1974 рік. Учасник кваліфікації чемпіонату світу 1970 року в Мексиці, однак збірна Гаїті поступилася місцем у фінальній частині турніру збірній Сальвадору.
Брав участь у кваліфікації до Мундіалю 1974 року. Гаїтянці пройшли кваліфікацію успішно й пробилися на чемпіонат світу. Перемога в кваліфіації Чемпіонату світу означала також перемогу й у Чемпіонаті націй КОНКАКАФ 1973, оскільки обидва змагання були об'єднані в одне.
На чемпіонаті світу 1974 року в ФРН Роже Сан-Віль зіграв лише в поєдинку проти збірної Польщі, однак по завершенні першого тайму був замінений на Сержа Расіна.
Голи за збірну
| Голи Роже Сан-Віля за національну збірну | Голи Роже Сан-Віля за національну збірну | Голи Роже Сан-Віля за національну збірну | Голи Роже Сан-Віля за національну збірну | Голи Роже Сан-Віля за національну збірну | Голи Роже Сан-Віля за національну збірну | Голи Роже Сан-Віля за національну збірну |
|                                          | Дата                                     | Місце                                    | Суперник                                 | Рахунок                                  | Результат                                | Змагання                                 |
| ---------------------------------------- | ---------------------------------------- | ---------------------------------------- | ---------------------------------------- | ---------------------------------------- | ---------------------------------------- | ---------------------------------------- |
| 1.                                       | 4 грудня 1973                            | Стад Сильвіо Катор, Порт-о-Пренс (Гаїті) | Тринідад і Тобаго                        | 2-1                                      | 2-1                                      | квал. ЧС 1974                            |
| 2.                                       | 7 грудня 1973                            | Стад Сильвіо Катор, Порт-о-Пренс (Гаїті) | Гондурас                                 | 1-0                                      | 1-0                                      | квал. ЧС 1974                            |

## Титули і досягнення
- Переможець Чемпіонату націй КОНКАКАФ: 1973